# Mito nacional

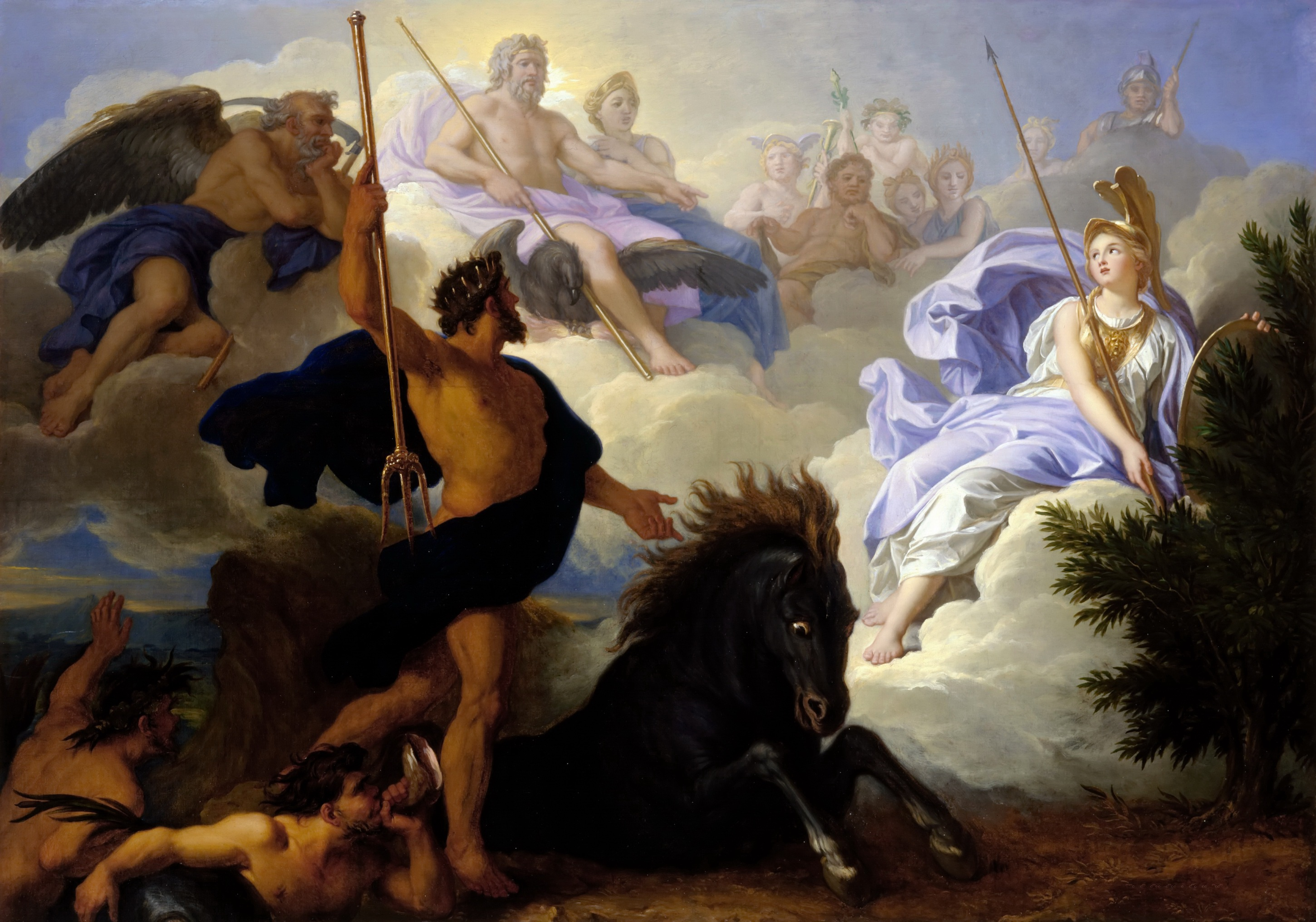
La Disputa de Minerva y Neptuno (c.. 1689 o 1706) por René-Antoine Houasse, describiendo el mito fundacional de Atenas

Un mito nacional es una narrativa inspiradora o anécdota sobre el pasado de una nación. Tales mitos a menudo sirven como un símbolo nacional importante y afirman un conjunto de valores nacionales. Un mito nacional a veces puede tomar la forma de una epopeya nacional o ser incorporado a una religión civil. Un grupo de mitos relacionados entre sí sobre una nación pueden ser referidos como el mitos nacionales, de μῦθος, la palabra griega original para "mito".
Un mito nacional es una leyenda o narrativa ficcionalizada que ha sido elevada a un nivel mitológico, simbólico, serio y preciado con objeto de ser cierto a la nación. Puede sencillamente sobredramatizar incidentes ciertos, omitir detalles históricos importantes, o añadir detalles para los que no hay ninguna evidencia; o sencillamente puede ser una historia ficticia que nadie toma como literalmente cierta, pero que contiene un significado simbólico para la nación. El folclore nacional de muchas naciones incluye un mito fundacional, que puede implicar una lucha contra el colonialismo o una guerra de independencia. En muchos casos, el significado del mito nacional es discutido entre diferentes sectores de la población.
En algunos casos, el mito nacional puede tener un matiz espiritual y referirse a historias de la fundación nacional en las manos de un Dios, varios dioses, caudillos favorecidos por los dioses, u otros seres sobrenaturales.
Los mitos nacionales sirven muchos propósitos sociales y políticos. A menudo existen solo como propaganda auspiciada por el Estado. En las dictaduras totalitarias al dirigente podría atribuírsele, por ejemplo, una historia de vida sobrenatural mítica para hacerle o asemejarlo a un dios (ver también culto a la personalidad). Sin embargo, existen mitos nacionales en todo tipo de sociedades. En regímenes liberales pueden auspiciar la virtud cívica inspiradora y el autosacrificio, o la consolidación del poder de grupos gobernantes y la legitimación de su mando.

## Trasfondo
Los mitos nacionales han sido creados y propagados por intelectuales nacionales, quiénes les han utilizado tan instrumentos de movilización política con bases demográficas tales como la etnicidad.

### Trasfondo social
El concepto de la identidad nacional está inevitablemente vinculado con alguno o varios mitos. Un complejo de mitos está en el núcleo de cada identidad étnica. Algunos académicos opinan que las identidades nacionales, apoyadas por historias inventadas, se crearon sólo después de que los movimientos nacionales y las ideologías nacionales hubieron emergido.
Todo las identidades nacionales modernas estuvieron precedidas por movimientos nacionalistas. A pesar de que el término "nación" se usaba ya en la Edad Media, tenía entonces un significado totalmente diferente que en la era del nacionalismo, en que estaba relacionado esfuerzos por la creación del estado-nación.

### Trasfondo psicológico
Aparte de su trasfondo social, los mitos nacionales tienen también una explicación psicológica, conectada a la idea de una patria estable. La complejidad de relaciones dentro del mundo exterior moderno y la incoherencia del mundo psicológico interno del individuo generan una ansiedad que se puede reducir mediante una autodefinición y autoconstrucción estables, obteniendo así una noción imaginaria de estabilidad.

## Métodos mitopoéticos
La creación de un mito en su forma tradicional a menudo ha dependido de narradores literarios; en especial poetas épicos. La antigua cultura helénica adoptó la Ilíada de Homero como justificación de su unidad teórica, y Virgilio (70 - 19 AC) compuso la Eneida para apoyar la renovación y reunificación políticas del mundo romano después sus guerras civiles.
Generaciones de escritores medievales contribuyeron (tanto en poesía como en prosa) al mito artúrico de Britania, desarrollando lo que devino en un foco de nacionalismo inglés al adoptarse este material britano-celta. Camões (c. 1524 - 1580) compuso en Macao las Los Lusíadas como epopeya nacional para Portugal; Voltaire intentó algo similar para la historia francesa, mitologizada en su Henriada (1723). La ópera wagneriana vino a promover el entusiasmo nacional alemán.
Los creadores modernos de mitologías nacionales tienden a pensionar a los poetas y a menudo apelan a las personas más directamente, a través de fraseología en los medios de comunicación.
Panfletistas franceses extendieron las ideas de Libertad, Igualdad y Fraternidad en la década de 1790; periodistas, políticos y académicos americanos, popularizaron tropos míticos como el "Destino Manifiesto", el "Viejo Oeste", o el "Arsenal de la Democracia".
Los socialistas, que abogan por ideas como la dictadura del proletariado han promovido eslóganes pegadizos en por de la unidad nacional, como "Socialismo con características chinas y "El pensamiento de Kim-Il".

## Mitos primarios
Dos de los mitos primarios del nacionalismo están conectados con creencias en:
1. La permanencia de la comunidad (el mito de la nación eterna), basado en su carácter nacional, territorio e instituciones y en su continuidad a través de muchas generaciones, y
2. la ascendencia común comunitaria (mito de la ascendencia común).

Los mitos nacionalistas retratan a la nación como durmiente y esperando a ser despertada, pero el discurso erudito evita tales imágenes porque, según este, la identidad nacional, o bien existe o no, y no puede estar dormida o ser despertada.

## Consecuencias
Los mitos nacionalistas a veces tienden a estimular conflictos entre naciones, aumentar características distintivas del grupo nacional y a exagerar la amenaza a la nación por parte de otros grupos, propagando el cumplimiento militante de sus objetivos.